# Харбатовское муниципальное образование
Харбатовское муниципальное образование — муниципальное образование со статусом сельского поселения в 
Качугском районе Иркутской области России. Административный центр — посёлок Харбатово.

## Демография
По результатам Всероссийской переписи населения 2010 года 
численность населения муниципального образования составила 1418 человек, в том числе 708 мужчин и 710 женщин.

## Населённые пункты
В состав муниципального образования входят населённые пункты:
- Харбатово
- Корсукова
- Литвинова
- Никилей
- Новохарбатова
- Хальск